# Taxilejeunea acutifolia
Taxilejeunea acutifolia là một loài Rêu trong họ Lejeuneaceae. Loài này được (Lindenb. ex Stephani) Stephani miêu tả khoa học đầu tiên.